# Карнаухова, Ирина Валериановна
Ирина Валериановна Карнаухова (1901—1959) — советская писательница, фольклорист, собиратель народных сказок; член Союза писателей СССР.

## Биография
Родилась 7 ноября (20 ноября по новому стилю) в Киеве в семье работника железной дороги; её мать — Алла Митрофановна Карнаухова, работала в редакциях различных киевских газет. Дед по материнской линии был киевским издателем, главой журнала «Искусство и жизнь» и газеты «Жизнь и искусство».
Печататься начала с 1918 года, по окончании гимназии. В годы Гражданской войны оказалась сначала в городе Ейске, затем в — Екатеринодаре, где работала в библиотечной системе Отдела народного образования. Весной 1921 уехала в Москву для учёбы на курсах инструкторов-организаторов при Главполитпросвете. Одновременно в Москве посещала Институт живого слова (позднее — Государственный институт слова, закрыт в 1924 году).
В 1922 году с семьей матери Ирина переехала в Петроград, училась там на высших курсах при Государственном институте истории искусств (ГИИИ, ныне Российский институт истории искусств. Познакомилась с Корнеем Чуковским и Анной Ахматовой. Летом 1923 года вместе с Софьей Толстой (внучка Л. Н. Толстого), отдыхала в Крыму в Коктебеле у Максимилиана Волошина. В этой литературной среде Ирина Карнаухова пользовалась успехом как исполнительница русских народных сказок.
По окончании высших курсов ГИИИ, где Карнаухова изучала фольклор, начала работать в секции изучения крестьянского искусства этого же учебного заведения. Летом 1926 года вместе с другими сотрудниками секции совершила экспедицию в Заонежье, собрав там материалы по сказке, опубликованные в статьях «Заонежские сказки» и «Сказочники и сказка в Заонежье». Летом 1927 года экспедиция ГИИИ отправилась на реку Пинегу — правый приток Северной Двины. По окончании экспедиции Ирина Карнаухова побывала также в западной части Поморья. В 1928 году снова участвовала в экспедиции ГИИИ на реку Мезень, а в 1929 году — на Печору. Последняя её научная экспедиция в беломорские рыболовецкие села состоялась в 1932 году в рамках её сотрудничества с Институтом по изучению народов СССР. По итогам этих фольклорных экспедиций Карнаухова опубликовала несколько трудов.
В начале 1930-х годов, после реорганизации ГИИИ, Ирина Валериановна потеряла работу и занялась литературным творчеством, написав ряд произведений для детей. Стала членом Ленинградского отделения Всероссийского союза писателей. В середине этого десятилетия сотрудничала с Ленинградским радиокомитетом (ныне Пятый канал (Россия)), став ведущей своей популярной передачи «Сказки бабушки Арины». Опыт работы на радио стал причиной создания детских книг с литературной обработками сказок — именно эта сфера литературы для детей стала определяющей в творчестве Карнауховой.
В начале Великой Отечественной войны И. В. Карнаухова вместе с детским лагерем-интернатом Ленинградского литфонда эвакуировалась в Молотовскую область (ныне Пермский край), где по 1944 год работала учителем. В годы войны вышло несколько её книг, представляющих собой литературную обработку фольклорного материала. Вернувшись в Ленинград, продолжила литературную деятельность, написала детские пьесы, также созданные по фольклорным мотивам («Аленький цветочек», «Золотое руно», «Аленушка», «Илья Муромец», «Веселый портняжка», «Марья-краса», «Домик-пряник» и другие). Многие её произведения были переведены в странах народной демократии.
Умерла 13 апреля 1959 года в Ленинграде в результате тяжёлой болезни.

## Семья
- Первый муж — Исаак Моисеевич Меттер (1906—2006)[5], кандидат технических наук, заведующий кафедрой физики Ленинградского кораблестроительного института (до войны) и Ленинградского электротехнического института связи (1946—1970)[6], автор книги «На берегу пустынных волн…» (исторические очерки о Петербурге XVIII века, 1999); брат писателя Израиля Меттера.
- Второй муж — Эдгар Михайлович Арнольди[7], киновед, кинокритик, журналист и редактор.